# 孙焕泉
孙焕泉（1965年—），山东诸城人，汉族，中华人民共和国政治人物、第十二届全国人民代表大会山东地区代表。
毕业于中国石油大学 (北京)油气田开发工程，1990年3月参加工作，担任中国石化胜利油田总经理 专业。加入中国共产党。2013年，担任全国人大代表。